# طوفان (فیلم ۲۰۰۹)
طوفان (انگلیسی: Storm) فیلمی در ژانر درام به کارگردانی هانس-کریستیان اشمیت است که در سال ۲۰۰۹ منتشر شد. از بازیگران آن می‌توان به کری فاکس، استیون دیلین و الکساندر فلینگ اشاره کرد.